# División Extremadura
La División «Extremadura» —o División «E»— fue una unidad del Ejército Popular de la República que existió durante la guerra civil española.

## Historial
La unidad fue creada en febrero de 1938 por una orden del Estado Mayor republicano, con el objetivo de disponer de nuevas fuerzas ante una nueva ofensiva franquista. Según dicha orden los ejércitos de Extremadura, Andalucía y Levante debían constituir cada uno una nueva división a partir de fuerzas de reserva. En Extremadura la 36.ª División cedió dos de sus brigadas mixtas —la 62.ª y la 104.ª— para que sirvieran de base a la nueva división. La unidad quedó bajo el mando del teniente coronel Aldo Morandi.
Tras el inicio de la ofensiva franquista en el frente de Aragón, la división marchó hacia el sector amenazado. Sin embargo, tras su llegada a la zona las brigadas se dispersaron, quedando situadas al norte del río Ebro. A comienzos de abril la división se encontraba en el frente de Levante, adscrita al XXII Cuerpo de Ejército y formada por las brigadas 73.ª y CXXIX (Internacional). Con posterioridad agruparía a las brigadas mixtas 6.ª, 83.ª y 116.ª, integrado en el XXI Cuerpo de Ejército. Durante los siguientes meses la división participó activamente en la campaña de Levante, durante la cual la unidad tuvo un papel relevante. El 4 de mayo hubo de hacer frente al grueso de la ofensiva encabezada por las fuerzas del general Rafael García Valiño, sufriendo un fuerte desgaste; el día 11 hubo de ser relevada por la 14.ª División.
El 11 de mayo fue agregada a la Agrupación «Toral» junto a la 70.ª División, siendo reorganizada. Para entonces el mando de la división lo ostentaba el mayor de milicias Vicente Castelló. El 8 de junio la división «Extremadura» perdió Adzaneta, un estratégico nudo de comunicaciones, ante las fuerzas del general García Valiño, sufriendo además un fuerte desgaste. Tras ser retirada del frente y sometida a una reorganización, pasaría a integrarse nuevamente en el XXII Cuerpo de Ejército.
Posteriormente, la división sería disuelta y sus efectivos repartidos entre otras unidades.